# Claude Berri
Claude Berri, eigenlijk Claude Berel Langmann (Parijs, 1 juli 1934 - aldaar, 12 januari 2009) was een Frans filmregisseur, acteur, scriptschrijver en filmproducent.

## Leven en werk

### Afkomst en toneel
Berri is geboren in een joodse familie van bonthandelaren, afkomstig uit Oost-Europa. Vooraleer hij begon te regisseren in de jaren zestig van de 20e eeuw werkte hij als toneelspeler. Hij is de vader van toneelspeler en filmproducent Thomas Langmann en van toneelspeler Julien Rassam.

### Filmregisseur
Zijn eerste langspeelfilm was meteen een schot in de roos : in de autobiografisch getinte tragikomedie Le Vieil homme et l'enfant (1966) gaf hij Michel Simon de rol van Pépé, een knorrige oud-strijder en antisemiet die zich tijdens de Duitse bezetting moest ontfermen over een joods jongetje. In zijn eerste films speelde hij vaak zelf de hoofdrol, hij droeg dan telkens de voornaam Claude. In de loop van zijn regisseurscarrière gaf hij mooie stevige rollen aan Daniel Auteuil, Yves Montand, Gérard Depardieu, Coluche en Jean-Pierre Marielle. Zo vertolkte Coluche glansrollen in de komedie Le Maître d'école (1981) en in het drama Tchao Pantin (1983). Gérard Depardieu trad aan in zijn succesrijkste literaire verfilmingen: in het eerste deel van het Provence-tweeluik Jean de Florette (1986), in Uranus (1990) en in Germinal (1993). Na die big budgetfilms keerde hij terug naar (tragi)komedies van bescheidener signatuur.

### Filmproducent
Naast zijn eigen films heeft Berri heel wat prestigieuze films van onder meer Miloš Forman, Maurice Pialat, Claude Sautet, Bernard Blier en Patrice Chéreau geproduceerd met zijn productiehuis Renn Productions. Om deze films te kunnen financieren deed hij de productie van vele populaire komedies van regisseurs zoals Claude Zidi.

### Nominaties
Hij is genomineerd geweest voor twaalf Césars , maar heeft er nooit zelf één gewonnen. Hij werd in 1981 genomineerd voor een Oscar voor Beste Film, voor de productie van Roman Polański's film Tess. Van september 2003 tot juni 2007 was hij president van de Cinémathèque française.

### Overlijden
Berri overleed in 2009 in Parijs op 74-jarige leeftijd aan de gevolgen van een herseninfarct. Hij had vier draaidagen van de komedie Trésor achter de rug. François Dupeyron nam plaats op de regisseursstoel om de film te voltooien.

## Filmografie

### Regisseur
- 1962 - Le Poulet
- 1964 - Les Baisers (sketchenfilm : sketch Baiser de 16 ans)
- 1964 - La Chance et l'amour (sketchenfilm : sketch La chance du guerrier)
- 1966 - Le Vieil homme et l'enfant
- 1968 - Mazel Tov ou le Mariage
- 1969 - Le Pistonné
- 1970 - Le Cinéma de papa
- 1972 - Sex-shop
- 1975 - Le Mâle du siècle
- 1976 - La Première fois
- 1977 - Un moment d'égarement
- 1980 - Je vous aime
- 1981 - Le Maître d'école
- 1983 - Tchao Pantin
- 1986 - Jean de Florette (naar de gelijknamige roman van Marcel Pagnol)
- 1986 - Manon des sources (naar de gelijknamige roman van Marcel Pagnol)
- 1990 - Uranus (naar de gelijknamige roman van Marcel Aymé)
- 1993 - Germinal (naar de gelijknamige roman van Émile Zola)
- 1996 - Lucie Aubrac (naar Ils partiront dans l'ivresse van Lucie Aubrac)
- 1999 - La Débandade
- 2001 - Une femme de ménage
- 2004 - L'un reste, l'autre part
- 2006 - Ensemble, c'est tout (naar de gelijknamige roman van Anna Gavalda)
- 2009 - Trésor (regie overgenomen door François Dupeyron)

### Scenarioschrijver
- 1966 - Le vieil homme et l'enfant
- 1968 - Mazel Tov ou le Marriage
- 1969 - Le Pistonné
- 1970 - Le cinéma de papa
- 1972 - Sex-shop
- 1975 - Le mâle du siècle
- 1976 - La première fois
- 1977 - Un moment d'égarement
- 1980 - Je vous aime
- 1981 - Le maître d'école
- 1983 - Tchao Pantin
- 1986 - Jean de Florette
- 1986 - Manon des sources
- 1990 - Uranus
- 1993 - Germinal
- 1996 - Lucie Aubrac
- 1999 - La débandade
- 2001 - Une femme de ménage
- 2004 - L'un reste, l'autre part
- 2006 - Ensemble, c'est tout
- 2009 - Trésor

## Prijzen
- 1966 - Le Poulet: Oscar voor de beste kortfilm
- 1984 - Tchao Pantin: 5 Césars, onder meer de César voor Beste acteur voor Coluche
- 1987 - Jean de Florette en Manon des sources: César voor Beste acteur voor Daniel Auteuil
- 1987 - Jean de Florette: BAFTA beste film en beste scenario